# Kolej wąskotorowa Rudnycia – Hołowaniwsk
Kolej wąskotorowa Rudnycia – Hołowaniwsk (ukr.: Вузькоколійна залізниця Рудниця — Голованівськ) – kolej wąskotorowa w obwodzie winnickim i obwodzie kirowohradzkim na Ukrainie. Jest częścią Kolei Odeskiej. Znajduje się na linii Rudnycia – Berszad – Hajworon – Hołowaniwsk.
Kolej wąskotorowa zaczyna się w miejscowości Rudnycia, przechodzi przez miejscowości Berszad i Hajworon, a kończy się w miejscowości Hołowaniwsk (dawniej  do Podhorodniej). Całkowita długość wynosi 130 km (78 km od Rudnyci do Hajworonu i 52 km od Hajworonu do Hołowaniwska).
Kolej zbudowana na początku XX wieku jako część systemu kolei wąskotorowych.
W latach 1980 równolegle z koleją wąskotorową rozpoczęto budowę linii szerokotorowej od Hajworonu do Podhorodniej. Zbudowano odcinki Hajworon – Taużne i Hołowaniwsk – Podhorodna, po których budowa została wstrzymana. W 2001 r. zamknięto dla pociągów, a następnie zdemontowano odcinek wąskotorowy z Hołowaniwska do Podhorodniej.